# Xã South, Quận Dade, Missouri
Xã South (tiếng Anh: South Township) là một xã thuộc quận Dade, tiểu bang Missouri, Hoa Kỳ. Năm 2010, dân số của xã này là 206 người.